# آرامگاه امامزاده کبیر کوران
آرامگاه امامزاده کبیر کوران مربوط به اوائل دوره صفوی است و در اسفراین، غرب شهر واقع شده و این اثر در تاریخ ۸ مرداد ۱۳۸۱ با شمارهٔ ثبت ۵۹۴۷ به‌عنوان یکی از آثار ملی ایران به ثبت رسیده است.